# Giuseppinismo

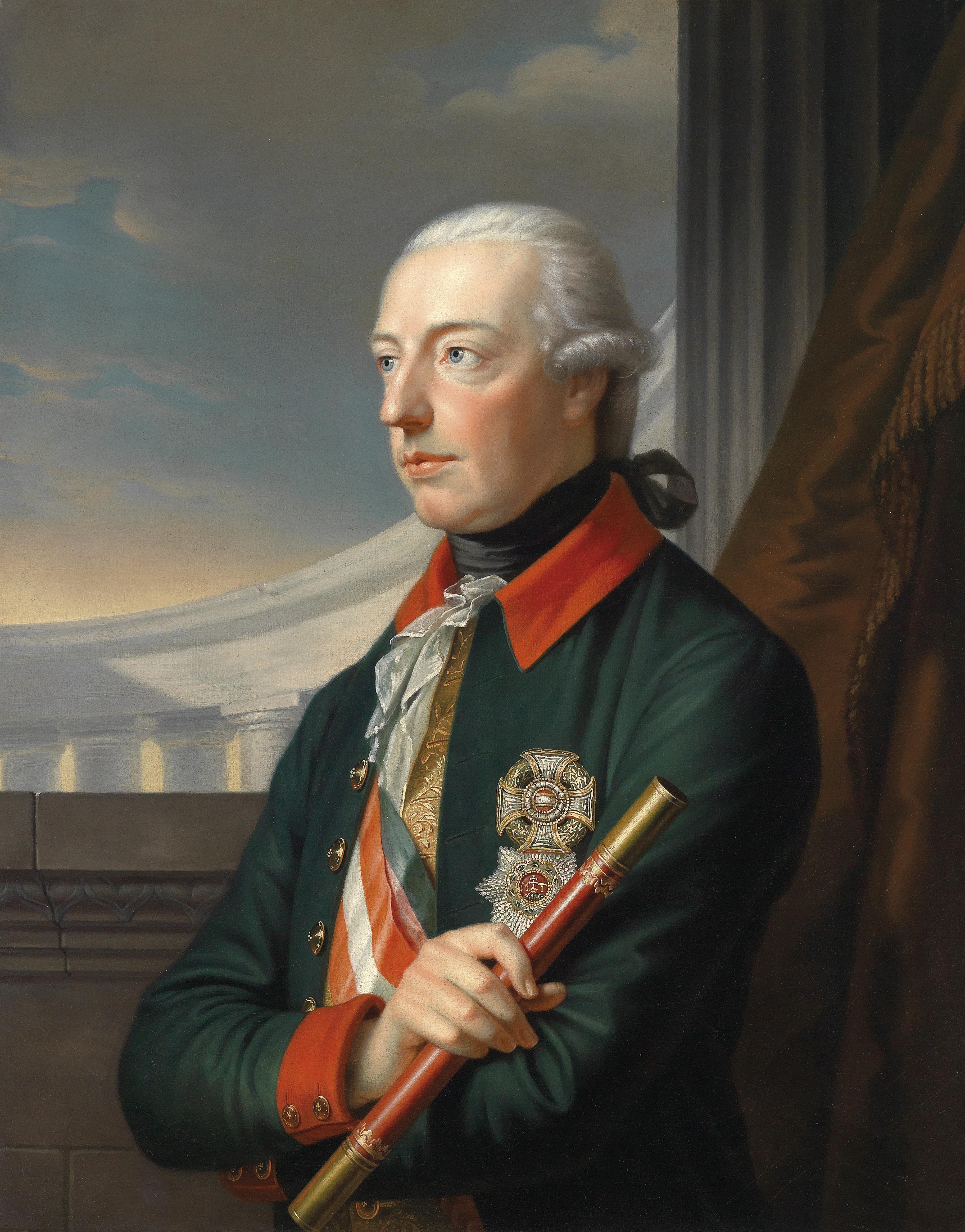
Giuseppe II d'Asburgo-Lorena in un ritratto postumo eseguito da Carl von Sales nel 1823

Con il termine giuseppinismo (in tedesco Josephinismus) si indica la politica ecclesiastica di Giuseppe II d'Asburgo-Lorena attuata dal 1780 al 1790 e volta a ridimensionare l'autorità della Chiesa cattolica nella Monarchia asburgica del Sacro Romano Impero. Fu una forma particolarmente estrema, rispetto ad altri casi europei coevi, di giurisdizionalismo.

## Storia
L'imperatore intendeva unificare nelle mani dello Stato le competenze in materia di gestione del clero nazionale, sottraendolo alla tutela del papa e ai suoi rappresentanti, dei nunzi apostolici, e ciò con il sostegno ideologico di posizioni spesso sostanzialmente gianseniste (una riforma sul modello giansenista fu incoraggiata dal fratello di Giuseppe, Pietro Leopoldo, nel Granducato di Toscana, che sostenne il sinodo di Pistoia). La riforma si rivolse anche ad alcuni aspetti liturgici, attuando l'abolizione di manifestazioni devozionali.
Fu operata una massiccia opera di confisca dei beni degli ordini religiosi, i quali poi furono venduti all'asta. I proventi furono destinati dal sovrano a interventi sul piano assistenziale, per la costruzione di ospedali, conservatori, ospizi, scuole e caserme. Nelle parrocchie fu promossa la costituzione di gruppi per l'attività caritativa.
Ebbe in parte effetti sul piano sociale e politico destabilizzanti per la monarchia (rivolte nei Paesi Bassi austriaci e in Ungheria), in quanto smosse equilibri consolidati su cui si era retta la monarchia per molto tempo, ma nel contempo portò alla riforma della struttura diocesana dei territori ereditari della Casa d'Austria.  Infatti, Giuseppe II volle separare quelle parti delle diocesi imperiali che includevano dei territori austriaci, per assegnarle a diocesi austriache. Con ciò ottenendo lo svantaggio di alienarsi l'alleanza e le simpatie dei principi vescovi, dei quali violava diritti secolari ed interessi. Per giunta, essendo questi sempre stati sino a quel momento i sudditi più fedeli degli Imperatori cattolici, Giuseppe II distruggeva uno dei più importanti legami tra la casa d'Austria ed alcune componenti del suo Impero.
La politica giuseppina prevedeva una tutela della Chiesa cattolica e un certo controllo dell'attività ecclesiastica, affidando allo stato il diritto di aprire e chiudere seminari, nominarne gli insegnanti, imporre ai parroci delle linee guida.
Geremia Bonomelli, vescovo di Cremona parlava così del giuseppinismo: 
Di questa riforma sopravvissero i diversi editti di tolleranza, che implicavano il riconoscimento della parità dei diritti civili di ebrei, luterani, calvinisti. Minor fortuna ebbe, all'epoca, l'istituzione del matrimonio civile.